# Márton Bukovi
Márton Bukovi, connu en France sous le nom de Marcel Bukovi, est un footballeur international hongrois, né le 10 décembre 1903 à Budapest, en Hongrie et mort  le 2 février 1985 à Sète en France. 
Il évolue au poste de défenseur dans les clubs du Ferencváros et du FC Sète entre 1926 et 1935 et connaît douze sélections sous le maillot de la Hongrie. 
À la fin de sa carrière de joueur, il se reconvertit dès la saison suivante au poste d’entraîneur. Entre 1936 et 1967, il officie sur le banc de six clubs ainsi que sur celui de la sélection hongroise. Avec ses compatriotes Béla Guttmann et Gusztáv Sebes, il est considéré comme l'un des trois inventeurs et précurseurs du schéma tactique en 4-2-4.

## Biographie

### Carrière de joueur
La carrière de joueur de Márton Bukovi est très lié au club hongrois du Ferencvárosi Torna Club. Il joue durant sept saisons, remporte la Coupe Mitropa en 1928, quatre championnats, trois Coupes nationales et y connaît l'ensemble de ses sélections en équipe nationale. 
Il rejoint le FC Sète lors de la saison 1933-1934 et participe au premier doublé Coupe-Championnat de l'histoire du football français professionnel. Il dispute l'ensemble des vingt-six matchs de championnat ainsi que la demi-finale et la finale de Coupe de France. Lors de la saison 1934-1935, il termine quatrième du championnat et quart de finaliste de la Coupe de France.

### Reconversion au poste d'entraineur

#### Gradanski Zagreb / Dinamo Zagreb
Márton Bukovi prend les rênes de l'effectif du club yougoslave du Građanski Zagreb lors de la saison 1935-1936 et remporte deux championnats en 1937 et 1940. Durant la Seconde Guerre mondiale, la région n'est plus sous le joug yougoslave et devient l'État indépendant de Croatie. Le club dispute alors l'éphémère championnat de Croatie et remporte l'édition 1943. À la fin de la guerre, le Gradanski fusionne avec deux autres clubs pour devenir le Dinamo Zagreb. Toute période politique et tout nom de club confondus, Márton Bukovi reste douze saisons sur le banc du club et glane trois titres de champion.
Il effectue un retour d'une saison sur le banc en 1961.

#### MTK Budapest
Lors de la saison 1947-1948, il rejoint le MTK Budapest. En 1949, la Hongrie devient la République populaire de Hongrie ; État faisant partie de la sphère d'influence de l'URSS. Le club change ainsi plusieurs fois de nom : Textiles SE, Bástya SE, Vörös Lobogó SE puis de nouveau MTK. Tout nom de club confondus, Márton Bukovi reste neuf saisons sur le banc du club de 1948 à 1954 puis en 1958 et 1959 et glane trois titres de champion de Hongrie ainsi qu'une coupe nationale.

#### Sélectionneur national de l'équipe de Hongrie
Márton Bukovi remplace Gusztáv Sebes à la tête de la sélection hongroise en mars 1956. Il effectue huit matchs dont la victoire un à zéro contre l'URSS au Stade Lénine de Moscou.

#### Olympiakos Le Pirée
Márton Bukovi passe deux saisons sur le banc du club grec de l'Olympiakos en 1965-1966 et 1966-1967. Le club connait des résultats médiocres et il le fait renaître. Il s'appuie sur des jeunes joueurs et remporte le championnat deux fois consécutivement. Le début de saison 1967-1968 n'est pas conforme aux exigences des responsables du club et il est limogé en novembre-décembre. Il n'oppose aucune résistance à cette décision car il n'est pas contre le fait de quitter le pays à la suite des prémices de l'arrivée de la Dictature des colonels.

#### Autres clubs entrainés
Márton Bukovi entraine également deux autres clubs hongrois au cours de sa carrière. Il est à la tête de l'Újpest FC en 1955-1956 et du Diósgyőri VTK de 1962 à 1964. 

### Précurseur du 4-2-4
Lors de son premier passage au MTK Budapest, il a sous ses ordres les attaquants internationaux Péter Palotás et Nándor Hidegkuti et expérimente le schéma tactique en 4-2-4. L'innovation vient dans le fait d'associer les deux joueurs dans un rôle d'avant-centre épaulé par un dribbleur habile gravitant autour et disposé à lui donné le ballon. 
Bukovi est également l'assistant du sélectionneur Gusztáv Sebes dans la première moitié des années 1950. L'idée est reprise par la sélection hongroise qui connait alors son apogée avec le Onze d'or hongrois, qui est le nom donné à la période où l'équipe nationale hongroise remporte les Jeux olympiques d'été de 1952 et termine finaliste de la Coupe du monde 1954.
En 1953, la Hongrie applique ce schéma qui permet à Nándor Hidegkuti d'inscrire un triplé et de battre l'Angleterre dans le stade de Wembley sur le score de six buts à trois. En 1954, un match est de nouveau organisé en Hongrie entre les deux pays. L'Angleterre reste fidèle à son schéma en WM et la Hongrie gagne de nouveau, sur un score de sept buts à un. Le 23 septembre 1956, la Hongrie bat l'URSS au Stade Lénine sur le score de un but à zéro. Les victoires hongroises en Angleterre et en URSS coïncide avec les premières défaites à domicile de l'histoire de ces deux pays et la Hongrie obtient ces deux performances en évoluant en 4-2-4.
Ce 4-2-4 est repris par l'équipe du Brésil dans les années 1960 et 1970 et remporte deux Coupes du monde en 1962 et 1970. Ce schéma est aussi considéré comme les prémices du Football total qu'applique l'Ajax Amsterdam durant la décennie 1970, le 4-3-3 hollandais découlant du 4-2-4.

## Palmarès

### En tant que joueur
- Coupe Mitropa (1) :
  - 1928 avec le Ferencváros.

- Championnat de Hongrie de football (4) :
  - 1926, 1927, 1928, 1932 avec le Ferencváros.

- Coupe de Hongrie de football (3) :
  - 1927, 1928, 1933 avec le Ferencváros.

- Championnat de France de football (1) :
  - 1934 avec le FC Sète.

- Coupe de France de football (1) :
  - 1934 avec le FC Sète.

### En tant qu'entraineur
- Championnat de Yougoslavie de football (2) :
  - 1937, 1940 avec le Gradjanski Zagreb.

- Championnat de Croatie de football (1) :
  - 1943 avec le Gradjanski Zagreb.

- Championnat de Hongrie de football (3) :
  - 1951, 1953, 1958 avec le MTK Budapest.

- Coupe de Hongrie de football (1) :
  - 1952 avec le MTK Budapest.

- Championnat de Grèce de football (2) :
  - 1966, 1967 avec l'Olympiakos.

## Statistiques personnelles en championnat et par saison
| Année     | Équipe      | Championnat | Matchs | Buts |
| --------- | ----------- | ----------- | ------ | ---- |
| 1926-1927 | Ferencváros | Division 1  |        |      |
| 1927-1928 | Ferencváros | Division 1  |        |      |
| 1928-1929 | Ferencváros | Division 1  |        |      |
| 1929-1930 | Ferencváros | Division 1  |        |      |
| 1930-1931 | Ferencváros | Division 1  |        |      |
| 1931-1932 | Ferencváros | Division 1  |        |      |
| 1932-1933 | Ferencváros | Division 1  |        |      |
| 1933-1934 | FC Sète     | Division 1  | 26     | 0    |
| 1934-1935 | FC Sète     | Division 1  |        |      |